# 新民主共和党
新民主共和党（しんみんしゅきょうわとう）は、第六共和国時代の韓国における保守政党。党総裁の金鍾泌の出身地である忠清南道に強い支持基盤を持っていた。略称は共和党（きょうわとう）。
1987年の民主化宣言直後、亡命先のアメリカから帰国した金鍾泌が民主共和党（朴正煕与党）の後継政党として1987年10月30日に結成され、韓国国民党を脱党した議員6名が入党した。10月30日の結党大会と大統領候補指名大会で党総裁と大統領候補に金鍾泌を指名するとともに｢民主共和党の輝かしい理念と伝統を継承し、新たな近代化を主導する」事を鮮明にし、綱領として①自由民主主義の理念、②自由経済体制、③農漁民と勤労者の中産階級化などを採択した。
1987年大韓民国大統領選挙では、180万票余を得たが、盧泰愚・金泳三・金大中に次ぐ4位に終わり、翌年の第13代総選挙では、平和民主党・統一民主党に次ぐ、第3野党となった。1990年には､与党の民主正義党、保守自由主義野党で第3党の統一民主党とも合同し、民主自由党を結成するが、1995年に保守本流の立場から袂を分かち、自由民主連合（自民連）を結成した。

## 党勢推移
| 選挙             | 年月日         | 候補者 | 得票数    | 得票率 | 当落        |
| ---------------- | -------------- | ------ | --------- | ------ | ----------- |
| 第13代大統領選挙 | 1987年12月16日 | 金鍾泌 | 1,823,067 | 8.1%   | 落選（4位） |

| 選挙         | 年月日        | 議席数 | 地域区 | 全国区 | 得票数 （地域区） | 得票率 |
| ------------ | ------------- | ------ | ------ | ------ | ----------------- | ------ |
| 第13代総選挙 | 1988年4月26日 | 35     | 27     | 8      | 3,062,506         | 15.6%  |